# Super League 2015-2016 (pallavolo maschile)
La Super League 2015-2016 si è svolta dal ? 2015 al 14 marzo 2016: al torneo hanno partecipato dodici squadre di club iraniane e la vittoria finale è andata per la prima volta al Sarmayeh Bank.

## Regolamento

### Formula
Le squadre hanno disputato un girone all'italiana, con gare di andata e ritorno; al termine della regular season:
- Le prime otto classificate hanno acceduto ai play-off scudetto, strutturati in quarti di finale, semifinali e finale, tutte giocate al meglio di due vittorie su tre gare, e finale.
- Nessuna è retrocessa in First Division.

### Criteri di classifica
Se il risultato finale è stato di 3-0 o 3-1 sono stati assegnati 3 punti alla squadra vincente e 0 a quella sconfitta, se il risultato finale è stato di 3-2 sono stati assegnati 2 punti alla squadra vincente e 1 a quella sconfitta.
L'ordine del posizionamento in classifica è stato definito in base a:
- Numero di partite vinte;
- Punti;
- Ratio dei set vinti/persi;
- Ratio dei punti realizzati/subiti;
- Risultati degli scontri diretti.

## Squadre partecipanti
Al campionato di Super League 2015-16 hanno partecipato dodici squadre.
| Club              | Città          | Palazzetto                                   | Stagione precedente |
| ----------------- | -------------- | -------------------------------------------- | ------------------- |
| Kalleh Mazandaran | Amol           | Payambar Azam Arena Amol                     | -                   |
| Arman Ardakan     | Ardakan        | ?                                            | ?                   |
| Al-Mahdi Bandar   | Bandar Abbas   | Palazzetto dello Sport Fajr-e Felestin Saveh | 11ª in Super League |
| Javaheri Gonbad   | Gonbad-e Kavus | Olympic Arena Gonbad-e Kavus                 | 7ª in Super League  |
| Samen Al-Hojaj    | Mashhad        | ?                                            | -                   |
| Shahrdari Tabriz  | Tabriz         | Aghdami Arena Tabriz                         | 3ª in Super League  |
| Paykan            | Teheran        | Casa della Pallavolo Teheran                 | Campione d'Iran     |
| Saipa             | Teheran        | Palazzetto dello Sport Enghelab Teheran      | 8ª in Super League  |
| Sarmayeh Bank     | Teheran        | Casa della Pallavolo Teheran                 | -                   |
| Urmia             | Urmia          | Ghadir Arena Urmia                           | 2ª in Super League  |
| Matin Varamin     | Varamin        | Golabbasi Arena Varamin                      | 5ª in Super League  |
| Gohar Zahedan     | Zahedan        | ?                                            | ?                   |

## Torneo

### Regular season

#### Classifica
| Pos. | Squadra           | Pt                      | G                       | V                       | P                       | SV                      | SP                      | Ratio                   | PF                      | PS                      | Ratio                   |
| ---- | ----------------- | ----------------------- | ----------------------- | ----------------------- | ----------------------- | ----------------------- | ----------------------- | ----------------------- | ----------------------- | ----------------------- | ----------------------- |
| 1.   | Sarmayeh Bank     | 47                      | 19                      | 17                      | 3                       | 53                      | 18                      | 2.944                   | 1 712                   | 1 503                   | 1.139                   |
| 2.   | Paykan            | 42                      | 20                      | 16                      | 4                       | 52                      | 24                      | 2.166                   | 1 752                   | 1 590                   | 1.101                   |
| 3.   | Urmia             | 40                      | 20                      | 15                      | 5                       | 50                      | 26                      | 1.923                   | 1 748                   | 1 611                   | 1.085                   |
| 4.   | Samen Al-Hojaj    | 30                      | 20                      | 11                      | 9                       | 41                      | 36                      | 1.138                   | 1 737                   | 1 686                   | 0.814                   |
| 5.   | Shahrdari Tabriz  | 27                      | 20                      | 11                      | 9                       | 44                      | 38                      | 1.157                   | 1 841                   | 1 786                   | 1.030                   |
| 6.   | Saipa             | 25                      | 20                      | 10                      | 10                      | 43                      | 42                      | 1.023                   | 1 866                   | 1 787                   | 1.044                   |
| 7.   | Matin Varamin     | 27                      | 20                      | 9                       | 11                      | 42                      | 42                      | 1.000                   | 1 870                   | 1 826                   | 1.024                   |
| 8.   | Arman Ardakan     | 21                      | 20                      | 9                       | 11                      | 36                      | 46                      | 0.782                   | 1 739                   | 1 867                   | 0.931                   |
| 9.   | Kalleh Mazandaran | 22                      | 20                      | 7                       | 13                      | 30                      | 43                      | 0.697                   | 1 540                   | 1 677                   | 0.918                   |
| 10.  | Javaheri Gonbad   | 11                      | 20                      | 4                       | 16                      | 21                      | 55                      | 0.381                   | 1 553                   | 1 810                   | 0.858                   |
| 11.  | Al-Mahdi Bandar   | 8                       | 20                      | 1                       | 19                      | 16                      | 58                      | 0.275                   | 1 539                   | 1 790                   | 0.859                   |
| -    | Gohar Zahedan     | Ritirata dal campionato | Ritirata dal campionato | Ritirata dal campionato | Ritirata dal campionato | Ritirata dal campionato | Ritirata dal campionato | Ritirata dal campionato | Ritirata dal campionato | Ritirata dal campionato | Ritirata dal campionato |

| Qualificata ai play-off scudetto |

### Play-off scudetto

#### Tabellone
|  | Quarti di finale | Quarti di finale | Quarti di finale | Quarti di finale | Quarti di finale |  |  | Semifinali | Semifinali     | Semifinali     | Semifinali | Semifinali |   |   | Finale | Finale        | Finale | Finale | Finale |  |
|  |                  |                  |                  |                  |                  |  |  |            |                |                |            |            |   |   |        |               |        |        |        |  |
|  | 1                | Sarmayeh Bank    | Sarmayeh Bank    | 3                | 3                |  |  |            |                |                |            |            |   |   |        |               |        |        |        |  |
|  | 8                | Arman Ardakan    | Arman Ardakan    | 0                | 0                |  |  | 1          | Sarmayeh Bank  | Sarmayeh Bank  | 3          | 3          |   |   |        |               |        |        |        |  |
|  | 4                | Samen Al-Hojaj   | 3                | 0                | 3                |  |  | 4          | Samen Al-Hojaj | Samen Al-Hojaj | 1          | 1          |   |   |        |               |        |        |        |  |
|  | 5                | Shahrdari Tabriz | 1                | 3                | 1                |  |  |            |                |                |            |            |   |   | 1      | Sarmayeh Bank | 2      | 3      | 3      |  |
|  | 3                | Urmia            | Urmia            | 3                | 3                |  |  |            |                | 2              | Paykan     | 3          | 0 | 0 |        |               |        |        |        |  |
|  | 6                | Saipa            | Saipa            | 1                | 0                |  |  | 3          | Urmia          | 1              | 3          | 3          |   |   |        |               |        |        |        |  |
|  | 2                | Paykan           | 3                | 0                | 3                |  |  | 2          | Paykan         | 3              | 1          | 2          |   |   |        |               |        |        |        |  |
|  | 7                | Matin Varamin    | 2                | 3                | 1                |  |  |            |                |                |            |            |   |   |        |               |        |        |        |  |

#### Risultati
| Quarti di finale |                      |     |                                   |
|                  |                      |     |                                   |
| 14-02            | Sar. Teheran-Ardakan | 3-0 | 25-22, 25-12, 25-19               |
| 14-02            | Mashhad-Tabriz       | 3-1 | 26-24, 26-24, 22-25, 25-23        |
| 14-02            | Urmia-Sai. Teheran   | 3-1 | 28-26, 25-15, 25-27, 25-16        |
| 14-02            | P. Teheran-Varamin   | 3-2 | 27-29, 25-15, 25-21, 21-25, 18-16 |

| 17-02 | Ardakan-Sar. Teheran | 0-3 | 22-25, 21-25, 23-25 |
| 25-02 | Tabriz-Mashhad       | 3-0 | 25-16, 25-22, 25-23 |
| 17-02 | Sai. Teheran-Urmia   | 0-3 | 18-25, 19-25, 22-25 |
| 17-02 | Varamin-P. Teheran   | 3-0 | 25-23, 26-24, 25-19 |

| 21-02 | Mashhad-Tabriz     | 3-1 | 27-29, 25-23, 25-18, 25-21 |
| 21-02 | P. Teheran-Varamin | 3-1 | 25-21, 25-21, 17-25, 25-22 |

| Semifinali |                      |     |                            |
|            |                      |     |                            |
| 24-02      | Sar. Teheran-Mashhad | 3-1 | 25-21, 28-30, 25-23, 27-25 |
| 24-02      | P. Teheran-Urmia     | 3-1 | 17-25, 25-23, 25-23, 25-22 |

| 28-02 | Mashhad-Sar. Teheran | 1-3 | 26-24, 24-26, 22-25, 20-25 |
| 28-02 | Urmia-P. Teheran     | 3-1 | 25-22, 26-28, 25-20, 25-14 |

| 02-03 | P. Teheran-Urmia | 3-2 | 23-25, 22-25, 25-19, 25-18, 15-9 |

| Finale |                         |     |                                   |
|        |                         |     |                                   |
| 06-03  | Sar. Teheran-P. Teheran | 2-3 | 25-21, 25-23, 16-25, 20-25, 10-15 |
| 07-03  | P. Teheran-Sar. Teheran | 0-3 | 26-28, 21-25, 20-25               |
| 14-03  | Sar. Teheran-P. Teheran | 3-0 | 25-0, 25-0, 25-0                  |

## Verdetti
| Squadra       | Qualificazione                    |
| ------------- | --------------------------------- |
| Sarmayeh Bank | Campionato asiatico per club 2016 |